# Escándalo del Queen Boat

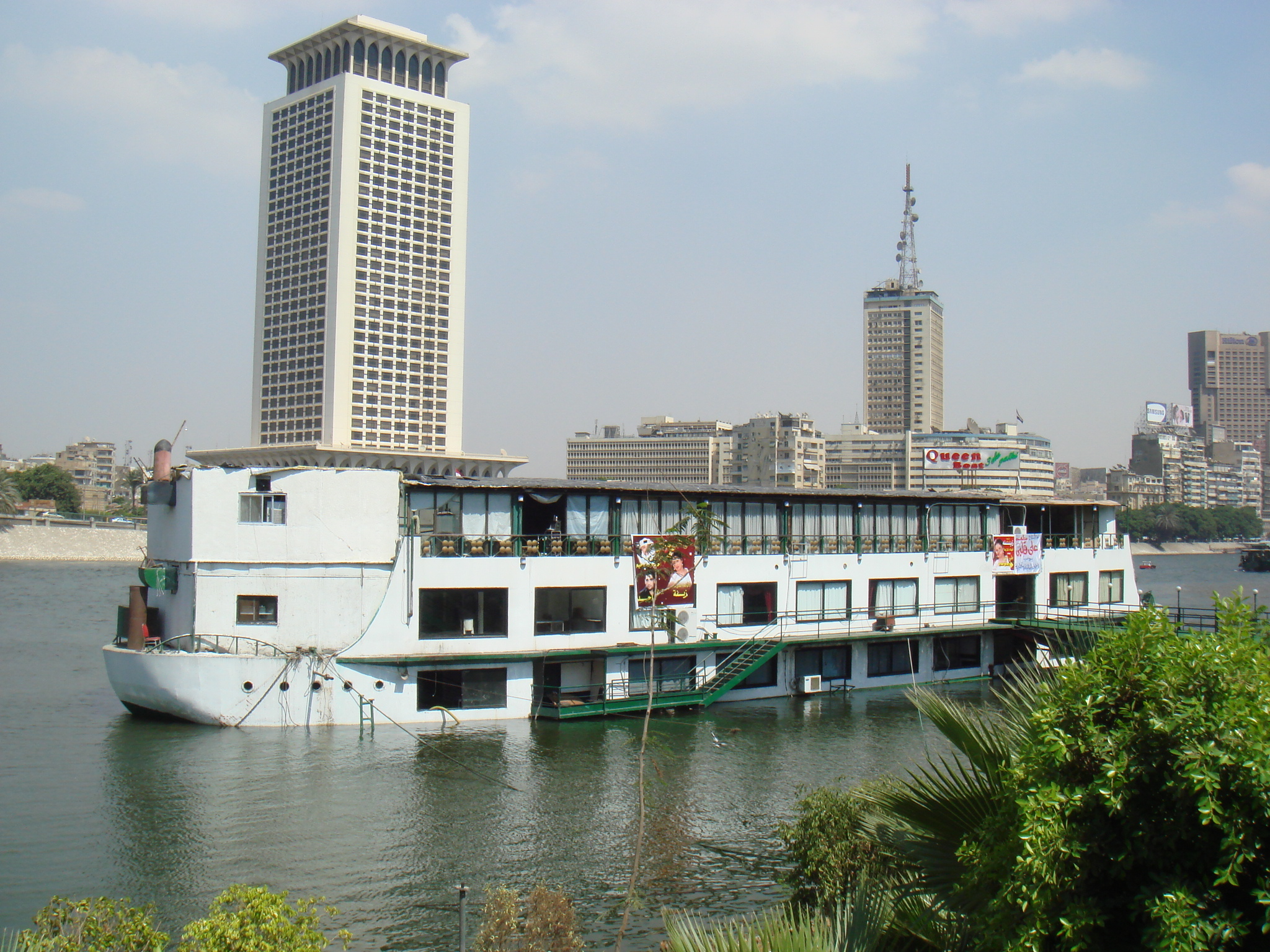
El Queen Boat

El escándalo del Queen Boat  o de los 52 del Cairo alude al arresto, posterior enjuiciamiento y condena, de cincuenta y dos hombres el 11 de mayo de 2001, cuando se encontraban a bordo de un barco llamado Queen Boat que funcionaba como club gay nocturno flotante, amarrado a las orillas del Nilo en El Cairo, Egipto.

## Cargos
En Egipto no existen leyes que penalicen explícitamente las prácticas homosexuales pero suelen usarse las leyes de moralidad y escándalo público para reprimirlas. Cincuenta de los arrestados fueron acusados de «libertinaje habitual» y «comportamiento obsceno» según el artículo 9c de la ley N.º 10 de 1961 contra la prostitución. Los otros dos fueros acusados de «desprecio a la religión» según el artículo 98f del código penal. Todos los acusados se declararon inocentes. 

## Trato a los arrestados
Los denominados 52 del Cairo fueron hacinados en dos celdas sin camas donde se les mantenía encerrados veintidós horas al día. Según los informes de la Comisión Internacional Gay y Lésbica de Derechos Humanos (CIGLDH), los hombres sufrieron palizas y fueron sometidos a exámenes forenses para «probar su homosexualidad».

## Juicios
Los juicios duraron cinco meses durante los cuales los acusados fueron vilipendiados en los medios de comunicación egipcios, publicándose sus nombres reales y domicilios, incluso calificándolos de agentes contra el estado y «radicales gais». Los juicios fueron condenados por las organizaciones internacionales de derechos humanos y representantes de las Naciones Unidas. Los abogados de las defensas argumentaron que el caso debía desestimarse por haberse producido arrestos ilegales, falsificación de pruebas y métodos intimidatorios de la policía.
El 14 de noviembre de 2001 veintiún acusados fueron condenados por el cargo de «práctica habitual del libertinaje», al que se acusaba de ser el cabecilla además se le condenó por «desprecio a la religión», recibiendo la sentencia más dura: cinco años a trabajos forzados.  
Hubo otro acusado además de los cincuenta y dos hombres, un adolescente, que fue juzgado por el tribunal de menores y fue sentenciado a la pena máxima, tres años de prisión a los que seguirían tres años de libertad condicional.
En mayo de 2002 los detenidos fueron liberados en espera de un segundo juicio,  y tanto los veredictos de culpabilidad como los de inocencia fueron revocados, lo que provocó la indignación internacional, con la única excepción de las dos sentencias de culpabilidad por desprecio a la religión que se mantuvieron. En julio de 2002 comenzó el nuevo juicio para los cincuenta hombres. El juicio que tuvo lugar en el juzgado de delitos menores de Qasr-al-Nil en el Cairo presidido por el juez Abdel Karim, el mismo juez que había presidido el primer juicio, duró solo quince minutos, debido a que el juez presentó una recusación contra sí mismo. Por ello el juicio se aplazó hasta septiembre. En este último juicio que terminó en marzo de 2003 veintiuno de los acusados fueron condenados a tres años de cárcel y treinta y nueve fueron absueltos.

## En los medios de comunicación
Los 52 del Cairo 52 aparecieron en un documental de After Stonewall Productions, narrado por Janeane Garofalo, que se tituló Dangerous Living: Coming Out in the Developing World (Vidas peligrosas: salir del armario en el mundo en desarrollo). El argumento de la película Toul Omry (Toda mi vida) de Maher Sabry describe las vidas de los gays en Egipto con el telón de fondo de los 52 de El Cairo y la notoriedad dada a los arrestos. Uno de los personajes de la película "Kareem" consigue escaparse de la redada policial en la discoteca flotante. Las noticias sobre el arresto y los juicios subsiguientes son objeto de discusión entre los personajes de la película. Uno de los 52 hombres del Cairo apareció en el documental de Parvez Sharma A Jihad for Love (2008).